# جیمزپورت (نیویورک)
جیمزپورت (به انگلیسی: Jamesport) یک منطقهٔ مسکونی در ایالات متحده آمریکا است که در شهرستان سافک، نیویورک واقع شده‌است. جیمزپورت ۱۱٫۷ کیلومتر مربع مساحت و ۱٬۷۱۰ نفر جمعیت دارد و ۵ متر بالاتر از سطح دریا واقع شده‌است.